# Philenora modica
Philenora modica là một loài bướm đêm thuộc phân họ Arctiinae, họ Erebidae.